# Reginald Hanke

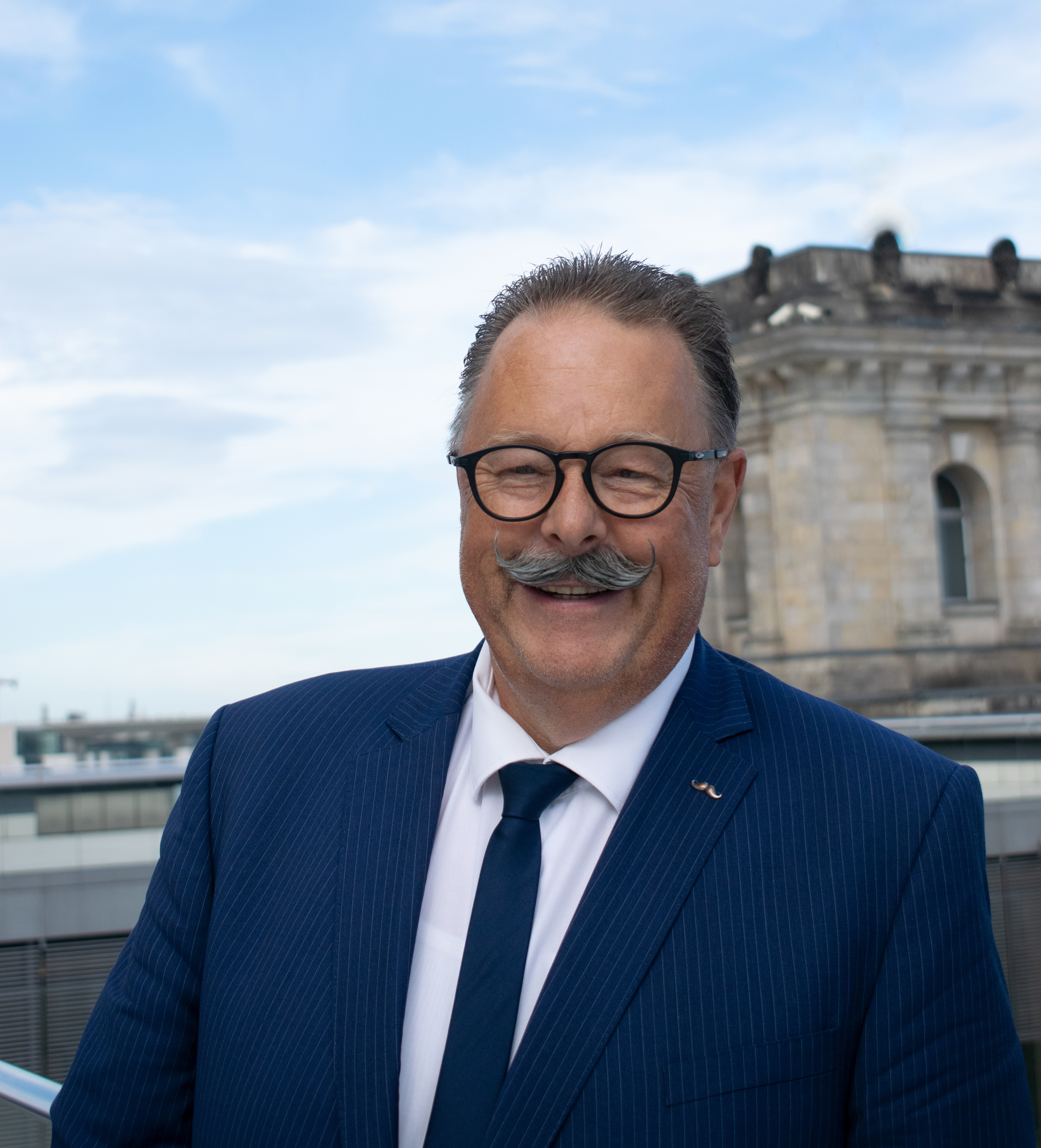
Reginald Hanke (2022)

Reginald Karl Heinz Hanke (* 25. August 1956 in Schwerin) ist ein deutscher Politiker (FDP) und Malermeister. Von 2019 bis 2023 war er Mitglied des Deutschen Bundestags.

## Leben und Beruf
1973 begann Hanke eine Ausbildung zum Dekorationsmaler, der er ein Meisterstudium anschloss. 1985 machte er sich in Breternitz in der Deutschen Demokratischen Republik mit einem Malerbetrieb selbstständig.
Hanke ist seit 2005 Obermeister (Vorsitzender) der Malerinnung Saalfeld-Pößneck-Rudolstadt sowie Vorsitzender des Gewerbeparks Süd in Saalfeld. Von 2011 bis 2016 war er Kreishandwerkermeister der Region Saalfeld-Pößneck-Rudolstadt.

## Politische Tätigkeiten

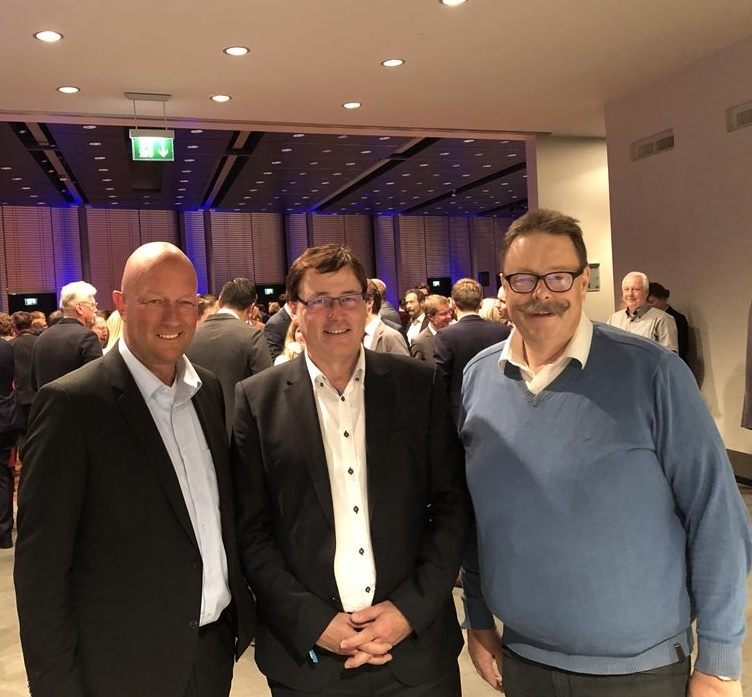
Reginald Hanke (rechts) mit Ex-Ministerpräsident Thomas Kemmerich (links) und Gerald Ullrich (Mitte).

Hanke trat 2014 in die FDP ein. Dort ist er Mitglied des Parteirates der FDP Thüringen und des Liberaler Mittelstands. Für die Bundestagswahl 2017 kandidierte er als Direktkandidat im Wahlkreis Saalfeld-Rudolstadt – Saale-Holzland-Kreis – Saale-Orla-Kreis und auf Listenplatz drei der FDP Thüringen. Nachdem Thomas L. Kemmerich als Spitzenkandidat der FDP bei der Landtagswahl in Thüringen 2019 in den Thüringer Landtag gewählt worden war, legte dieser sein Bundestagsmandat nieder und Hanke rückte am 15. November 2019 für ihn in den Bundestag nach. Im 19. Deutschen Bundestag war er ordentliches Mitglied im Sportausschuss, im Petitionsausschuss und stellvertretendes Mitglied im Ausschuss für Tourismus und im Unterausschuss Regionale Wirtschaftspolitik und ERP-Wirtschaftspläne.
Zur Bundestagswahl 2021 trat Hanke erneut im Wahlkreis Saalfeld-Rudolstadt – Saale-Holzland-Kreis – Saale-Orla-Kreis an, zudem wurde er hinter Gerald Ullrich auf Platz 2 der Landesliste der FDP Thüringen gewählt. Hanke zog über den Listenplatz erneut in den Deutschen Bundestag ein. Dort war er Mitglied im Ausschuss für Tourismus und im Petitionsausschuss sowie stellvertretender Vorsitzender der Parlamentariergruppe Bulgarien-Moldau-Rumänien.
Zum Jahresende 2023 legte er sein Bundestagsmandat nieder. Für ihn rückte Tim Wagner in den Bundestag nach.

## Politische Positionen
Im März 2023 enthielt er sich als einziger FDP-Bundestagsabgeordneter bei der Abstimmung über die Fortsetzung der Beteiligung bewaffneter deutscher Streitkräfte an der NATO-geführten Maritimen Sicherheitsoperation Sea Guardian im Mittelmeer.

## Privat
Hanke ist verheiratet, hat zwei Söhne und eine Tochter. Seit 1979 lebt er in Breternitz.